# Ctenognophos licheneus
Ctenognophos licheneus är en fjärilsart som beskrevs av George Francis Hampson 1895. Ctenognophos licheneus ingår i släktet Ctenognophos och familjen mätare. Inga underarter finns listade i Catalogue of Life.